# Lisszaboni püspökök, érsekek és pátriárkák listája
Ez a szócikk Lisszaboni főegyházmegye, illetve a Lisszaboni patriarkátus püspökeinek, érsekeinek és pátriárkáinak listáját tartalmazza.

## Oliszipoi püspökök (36körül –700körül)
1. (Szent) Manços (36 k.)
2. Fülöp (92 k.)
3. Péter (I) (166 k.)
4. Péter (II) (213 k.)
5. György (260 k.)
6. Péter (III) (297 k.)
7. (Szent) Gens (?)
8. Januarius (300 k.)
9. (Szent) Potamius (356 k.)
10. Antal (373 k.)
11. Neobridius (430 k.)
12. Julius (461 k.)
13. Azulanus (?)
14. János (500 k.)
15. Eulus (536 k.)
16. Nestorianus (578 k.)
17. Pál (589 k.)
18. Goma (610, 614)
19. Viaricus (633, 636, 638 k.)
20. Nefrigius (646 k.)
21. Caesarius (656 k.)
22. Teodoricus (666 k.)
23. Ara (683 k.)
24. Landericus (688, 693 k.)
25. Ildefonz

## Lisszaboni  püspökök (1147–1394)
1. Gilbert (1147–1166)
2. Álvaro (1166–1185)
3. Soeiro Anes (1185–1210)
4. Soeiro Viegas (1210–1232)
5. Vicente (1232)
6. Paio Pais (1232–1233)
7. João Falberto (1233)
8. Estêvão Gomes (1234–1237)
9. João (1239–1241)
10. Ricardo Guilherme (1241)
11. Aires Vasques (1241–1258)
12. Mateus (1259–1282)
13. Estêvão Anes de Vasconcelos (1284–1289)
14. Domingos Anes Jardo (1289–1293)
15. João Martins de Soalhães (1294–1312)
16. Frei Estêvão O.F.M. (1312–1322)
17. Gonçalo Pereira (1322–1326)
18. João Afonso de Brito (1326–1341)
19. Vasco Martins (1342–1344)
20. Estêvão de la Garde (1344–1348)
21. Teobaldo de Castillon (1348–1356)
22. Reginaldo de Maubernard (1356–1358)
23. Lourenço Rodrigues (1359–1364)
24. Pedro Gomes Barroso, o Jovem (1364–1369)
25. Fernando Álvares (1369–1371)
26. Vasco Fernandes de Toledo (1371)
27. Agapito Colona (1371–1380)
28. João de Agoult (1380–1381)
29. Martinho de Zamora (1380–1383)
30. João Guterres (1381–1382)
31. João Anes (c. 1383–1394)

## Lisszaboni érsekek (1394–1710)
1. João Anes (1394–1402)
2. João Afonso Esteves da Azambuja (1402–1415)
3. Diogo Álvares de Brito (1415–1422)
4. Pedro de Noronha (1424–1452)
5. Luís Coutinho (1452–1453)
6. Jaime de Portugal (1453–1459)
7. Afonso Nogueira (1459–1464)
8. Cardeal Jorge da Costa (1464–1500)
9. Martinho da Costa (1500–1521)
10. Alfonso de Portugal (1523–1540)
11. Fernando de Meneses Coutinho e Vasconcelos (1540–1564)
12. Portugáliai Henrik (1564–1570)
13. Jorge de Almeida (1570–1585)
14. Miguel de Castro (1586–1625)
15. Afonso Furtado de Mendonça (1626–1630)
16. João Manuel de Ataíde (1633)
17. Rodrigo da Cunha (1635–1643)
18. António de Mendonça (1670–1675)
19. Luís de Sousa (1675–1702)
20. João de Sousa (1703–1710)

## Lisszaboni pátriárkák (1716– napjaink)
1. Tomás de Almeida (1716–1754)
2. José Manoel da Câmara (1754–1758)
3. Francisco de Saldanha da Gama (1758–1776)
4. Fernando de Sousa da Silva (1779–1786)
5. José Francisco Miguel António de Mendonça (1786–1818)
6. Carlos da Cunha e Menezes (1819–1825)
7. Patrício da Silva (1826–1840)
8. Francisco de São Luís Saraiva (1840–1845)
9. Guilherme Henriques de Carvalho (1845–1857)
10. Manuel Bento Rodrigues da Silva (1858–1869)
11. Inácio do Nascimento de Morais Cardoso (1871–1883)
12. José Sebastião de Almeida Neto (1883–1907)
13. António Mendes Belo (1907–1929)
14. Manuel Gonçalves Cerejeira (1929–1971)
15. António Ribeiro (1971–1998)
16. José Policarpo (1998–2013)
17. Manuel Clemente (2013–)

## Fordítás
- Ez a szócikk részben vagy egészben  a   Patriarchate of Lisbon című angol Wikipédia-szócikk fordításán alapul.  Az eredeti cikk szerkesztőit annak laptörténete sorolja fel. Ez a jelzés csupán a megfogalmazás eredetét és a szerzői jogokat jelzi, nem szolgál a cikkben szereplő információk forrásmegjelöléseként.